# Sun Jü-ťie
Sun Jü-ťie (čínsky pchin-jinem Sūn Yùjié, znaky 孙玉洁; * 10. srpna 1992, An-šan, Čína) je čínská sportovní šermířka, která se specializuje na šerm kordem.
Čínu reprezentuje od druhého desetiletí jednadvacátého století. Na olympijských hrách startovala v roce 2012 a 2016 v soutěži jednotlivkyň a družstev. V soutěži jednotlivkyň získala na olympijských hrách 2012 bronzovou olympijskou medaili. V roce 2012 obsadila druhé místo na mistrovství světa v soutěži jednotlivkyň. S čínským družstvem kordistek vybojovala na olympijských hrách jednu zlatou (2012) a jednu stříbrnou (2016) olympijskou medaili a v roce 2015 vybojovala s družstvem titul mistryň světa.